# Þorgils skarði Böðvarsson
Þorgils skarði Böðvarsson (Thorgils Bodhvarsson, 1226 – 1258) fue un caudillo medieval de Islandia que tuvo un papel relevante durante la guerra civil islandesa, episodio histórico conocido como Sturlungaöld. Pertenecía al clan familiar de los Sturlungar y era hijo de Böðvar Þórðarson. Su apodo skarði se refiere a una malformación de nacimiento, pues tenía el labio leporino.
En 1244 Þorgils viajó a Noruega y estuvo al servicio de la corte de Haakon IV, cuyo médico propuso rectificar su labio en lo que se conoce como la primera cirugía plástica practicada a un islandés. En 1252 el rey confió a Gissur Þorvaldsson la tarea de someter a Islandia a la corona noruega y Þorgils hizo lo propio conforme el compromiso de su tío Snorri Sturluson en Reykholt, Borgarfjörður. Fue inflexible y de mano dura, impopular y finalmente expulsado de Snæfellsnes y negada la herencia de su padre en Staðastaður.
Cuando Gissur regresó a Noruega tras la tragedia de Flugumýrarbrenna, Þorgils intentó hacerse con el control de Skagafjörður pues consideraba que tenía derechos legítimos sobre las propiedades del clan Ásbirningar, pero Eyjólfur ofsi Þorsteinsson también reclamaba exactamente lo mismo. Se enfrentaron en la batalla de Þverárfundur (1255) donde Eyjólfur murió en combate. Más tarde Þorgils se convirtió en el más poderoso caudillo de todo Norðlendingafjórðungur (la región norte). Pero pronto entararía en conflicto con otro clan, los Svínfellingar cuando Þorvarður Þórarinsson reclamó la herencia de Þórður kakali Sighvatsson. La disputa terminó con la muerte de Þorgils el 22 de enero de 1258. 
Su historia se relata en Þorgils saga skarða de la saga Sturlunga.